# Jan Wojciech Zabłocki
Jan Wojciech Zabłocki (ur. 13 grudnia 1894 w Wieliczce, zm. 12 sierpnia 1978 w Toruniu) – polski botanik, paleobotanik, entomolog.

## Życiorys
Maturę zdał w 1914 w III Gimnazjum im. Jana III Sobieskiego w Krakowie. Walczył w szeregach Legionów Polskich, dostał się do niewoli. Studia przyrodnicze podjął na Wydziale Filozoficznym UJ po powrocie z frontu 4 grudnia 1920 już w czasie studiów na Uniwersytecie Jagiellońskim pracował jako asystent w Zakładzie Anatomii i Fizjologii Roślin.  W 1924 obronił pracę magisterską, a w 1926 uzyskał tytuł doktora. Od 1923 do II wojny światowej współpracował z Komisją Fizjograficzną Polskiej Akademii Umiejętności. We wrześniu 1925 został mężem Wandy Heitzman. Pracował naukowo jako asystent, a następnie adiunkt na Wydziale Rolniczym, w 1930 uzyskał habilitację. W 1935 został kierownikiem Ogrodu Warzywno-Sadowniczego i Pola Doświadczalnego na Wydziale Rolnym UJ. Aresztowany podczas Sonderaktion Krakau wywieziony do obozu Sachsenhausen. Po zwolnieniu z obozu w lutym 1940 i powrocie do zdrowia podjął pracę na dawnym stanowisku na polecenie tajnych władz UJ w celu ratowania i zabezpieczenia mienia uczelni. Pod koniec wojny kierował utworzoną przez Niemców Szkołą Ogrodniczą utworzoną na terenie Ogrodu i Pola Doświadczalnego. W styczniu 1946 został powołany na stanowisko kierownika Katedry Botaniki Ogólnej na Uniwersytecie Mikołaja Kopernika, w tym samym roku uzyskał tytuł profesora nadzwyczajnego. W 1946 zorganizował, a następnie do 1974 kierował toruńskim oddziałem Polskiego Towarzystwa Botanicznego, od 1968 członek honorowy tego towarzystwa. 23 lipca 1952 został powołany na stanowisko kierownika Zespołu Katedr Botanicznych Wydziału Matematyczno- Przyrodniczego UMK i na tym stanowisku został do czasu przejścia na emeryturę w 1965.

## Dorobek naukowy
Dorobek Jana Wojciecha Zabłockiego obejmuje opracowania dotyczące botaniki i paleobotaniki m.in. monografia występującego w Polsce rodzaju Viola opublikowana w 1947 w ramach Flory Polskiej. Opracował również materiały dotyczące flory kopalnej w pokładach soli w Wieliczce. Kolekcjonował błonkówki pszczołowate (Apoidea) oraz chrząszcze (Coleptera).

### Najważniejsze prace naukowe
- La flore tertiaire de Chodzież (Posnanie) /1924/;
- Exkursionsführer Durch das Salzbergwerk in Wieliczka /1928/;
- Mszyca wełnista (Schizoneura lanigera Hausm.) /1928/;
- Znalezienie zapasów Lithospermum w dwu stanowiskach kultury małopolskiej /1932/;
- Orzech włoski /1936/;
- Nowy szkodnik – tarczówka: Eulecanium pulchrum Marchal /1936/;
- Szczątki roślinne ze stanowiska wczesnośredniowiecznego w Jeziorku, pow. Giżycko, wydobyte w r. 1950 /1952/;
- Pinus Króli, nowy gatunek sosny trzeciorzędowej z pokładów soli kamiennej w Wieliczce /1960/.

## Odznaczenia
- Krzyż Niepodległości
- Medal 10-lecia Polski Ludowej
- Krzyż Oficerski Orderu Odrodzenia Polski
- Złoty Krzyż Zasługi